# Szeberghan
Szeberghan (paszto/pers. شبرغان) – miasto w północnym Afganistanie, nad rzeką Safid. Jest stolicą prowincji Dżozdżan. Miasto początkowo powstało na jedwabnym szlaku. W 2021 roku liczbę mieszkańców szacowano na prawie 197 tys.

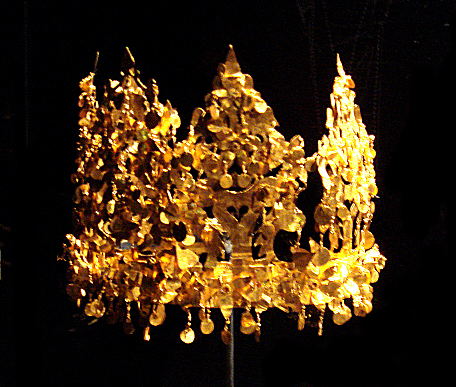
Korona (kobieca) z grobu VI

## Historia
W 1978 r. w pobliżu miasta, w wiosce Tillia Tepe zespół radzieckich archeologów, którym przewodził Wiktor Sarianidi, znalazł skarb znany jako baktryjskie złoto. Składa się on z 20 600 elementów. Są to ozdoby, monety i różnego rodzaju artefakty wykonane ze złota, srebra i kości słoniowej, znalezione w sześciu grobach (pięciu kobiecych i jednym męskim), a ich pochodzenie określa się na I w. p.n.e. Wśród ozdób znajdują się naszyjniki, medaliony, pasy i korony. Skarb uważany za zaginiony w latach 90. XX w. w trakcie wojen domowych w Afganistanie i rządów talibów został "odnaleziony" w 2003 r. Jak się okazało jeszcze w 1989 r. ówczesny komunistyczny prezydent Afganistanu Mohammad Nadżibullah nakazał jego ukrycie w podziemnym skarbcu centralnego banku Afganistanu, a każdy z kluczy otwierający jeden z pięciu zamków został przekazany innej osobie.